# Charles Eugène Gabriel de La Croix de Castries
Charles Eugène Gabriel de La Croix de Castries, markiz de Castries, hrabia de Charlus, baron de Castelnau i de Montjouvent, seigneur de Puylaurens et de Lézignan (ur. 25 lutego 1727 w Paryżu, zm. 11 stycznia 1801 w Wolfenbüttel) – marszałek Francji.
Jego ojcem był Joseph François de La Croix de Castries, markiz de Castries, a matka druga żona markiza Marie-Françoise de Lévis de Charlus.

## 1739–1756
W maju 1739 roku wstąpił do regimentu Roi-Infanterie. Dnia 23 VIII 1742 został porucznikiem. W tym samym czasie był też „porucznikiem królewskim”, (lieutenant du Roi) w Langwedocji i gubernatorem Montpellier i Sète (od 1 grudnia roku 1743). Wyróżnił się w walkach i kampaniach wojny siedmioletniej (1756–1763). 26 marca 1744 roku został marszałkiem polnym (maréchal de camp) i generalnym komendantem kawalerii od roku 1748.

## 1756–1780
W 1756 walczył na Korsyce, na której do dziś jedno z miejsc zwie się Castries. Brał udział w bitwie pod Rossbach (5 XI 1757), w której został dwukrotnie ranny. Walczył jako oficer kawalerii. Wykazał zimna krew w bitwie pod Clostercamp (16 X 1760). 30 maja 1762 otrzymał za to Order Świętego Ducha. Tuż po zawarciu pokoju w 1763, został gubernatorem Flandrii i Hainaut, następnie capitaine lieutenant kompanii żandarmerii szkockiej (Garde Écossaise) i kapitanem żandarmerii w 1770 roku (do emerytury w 1788).

## 1780–1788
13 października 1780 został ministrem floty, na które to stanowisko promował go jego przyjaciel Jacques Necker. Pełnił tę funkcję do dnia 24 sierpnia 1787. W 1783 został Marszałkiem Francji. Zreformował flotę, przekonując Wielka Radę Królestwa (Grand Conseil) by liniowce francuskie stale były w morzu i blokowały Royal Navy, zapobiegając opuszczenie przez brytyjskie statki wojenne portów. Strategia ta zaowocowała sukcesami podczas amerykańskiej wojny o niepodległość. De Castriesand uprościł też hierarchię stopni wojskowych w marynarce i zreorganizował rekrutację. Miał opinię człowieka energicznego i nie tracącego czasu; mawiał „Chciałbym spać szybciej” (Je voudrais dormir plus vite).
W polityce raczej konserwatysta. Jego Réflexions sur l'esprit public, zaadresowane do króla w roku 1785 stwierdzał, że kłopoty Francji wynikają przede wszystkim z braku dyscypliny. Jego zdaniem „należało okazać zdecydowanie i siłę, a wszystko wróci do normy”.
W roku 1787 brał udział w Zgromadzeniu Notabli. 13 lipca 1789 odmówił ponownego objęcia przezeń ministerstwa floty. Wyemigrował 20 października i gościł u Jacques Neckera w Coppet. W roku 1792 on i książę de Broglie dowodzili w armii monarchistycznej księcia Prowansji (później Ludwik XVIII) u boku wojska pruskiego najeżdżającego Szampanię. Następnie był sekretarzem księcia-króla do swej śmierci w roku 1801, która spotkała go w domu swego dawniej wroga, a potem przyjaciela Karla Wilhelma Ferdinanda von Braunschweig-Wolfenbüttel-Bevern w Wolfenbüttel.
De Castriesand posiadał majątek w Antony, gdzie teraz jest Parc Heller, a także zamek w Ollainville, który kazał rozbudować w 1782. Jego paryski dom to hôtel de Castries przy dzisiejszej rue de Varenne 72. Zamieszkał tam po raz pierwszy w roku 1743, a w 1761 ozdobił go za pieniądze, które zapisał mu w testamencie jego wuj marszałek Charles Louis Auguste Fouquet, książę de Belle-Isle.

## Potomkowie
19 grudnia 1743 poślubił Gabrielle Isabeau Thérèse de Rozet de Rocozel de Fleury, córkę duc de Fleury. Mieli dwoje dzieci:
- Charles de La Croix de Castries (1756–1842);
- Adélaïde Marie de La Croix de Castries, wydana za wicehrabiego de Mailly w roku 1767.

Zdradzał żonę z innymi kobietami.